# Steuart Campbell
Steuart Campbell (sinh năm 1937) là một nhà văn khoa học điều tra và hoài nghi có trụ sở tại Edinburgh, quê quán ở Birmingham. Campbell được đào tạo như một kiến trúc sư và làm việc như thế không thay đổi cho đến giữa những năm 1970. Sau đó, ông đậu bằng toán học và khoa học từ Đại học Open (Cử nhân, 1983). Campbell còn giữ chức Thư ký/Thủ quỹ của Hội Thế tục Edinburgh; ông cũng là tác giả của hơn 100 bài báo về mê tín dị đoan (tôn giáo và phi tôn giáo), các vấn đề ngôn ngữ, phả hệ, tín ngưỡng khoa học, hiện tượng quang học (thiên văn và khí tượng), phát điện và ấm lên toàn cầu.
Ông chuyên viết sách về các vấn đề liên quan đến khoa học và giả khoa học:
- The Loch Ness Monster: The Evidence (A critical evaluation of the principal evidence for the existence of the most famous lake-monster in the world) 1986 The Aquarian Press (Thorsons Publishing Group) Wellingborough: ISBN 0850304512; Revised ed. 1991 Aberdeen University Press (Macmillan Pergamon Publishing Corporation) Aberdeen: ISBN 1573921785; 1996 Birlinn Ltd, Edinburgh: ISBN 18744744610 calling template requires template_name parameter; 1997 (không có phụ đề); Prometheus Books, Amhurst: ISBN 1573921785; 2002 Birlinn Ltd, Edinburgh 1997: ISBN 1841581984). Làm sáng tỏ niềm tin vào Quái vật hồ Loch Ness bằng cách phân tích tất cả các bằng chứng chính, bao gồm các bức ảnh khác nhau, báo cáo do các nhân chứng tận mắt chứng kiến và bằng chứng sonar.
- The UFO Mystery Solved 1994 Explicit Books, Edinburgh: ISBN 0952151200. Một cuộc kiểm tra quan trọng về các báo cáo UFO và lời giải thích về các hiện tượng khí tượng và thiên văn của chúng;
- The Rise and Fall of Jesus (The ultimate explanation for the origin of Christianity) với lời tựa của Giáo sư James Thrower 1996 Explicit Books, Edinburgh: ISBN 0952151219; 2009 Revised and updated ed. WPS (WritersPrintShop): ISBN 1904623735; 2019 Revised 3rd ed. (A Complete Explanation for the Life of Jesus and the Origin of Christianity) Tectum Verlag (Nomos Publishing Company), Marburg: ISBN 9783828843462 (bản in), ISBN 9783828873278 (ePDF). Xem xét huyền thoại Jesus và nguồn gốc của Kitô giáo và cho thấy rằng Jesus muốn bị đóng đinh.
- Chinook Crash (The crash of RAF Chinook helicopter ZD576 on the Mull of Kintyre) 2004 Pen & Sword Aviation (Pen & Sword Books Ltd, Barnsley) ISBN 1844150747 (bản in) ISBN 9781473803480 (ebook). Sự kiểm tra và lời giải thích cho vụ tai nạn nghiêm trọng vào ngày 2 tháng 6 năm 1994.